# Faktor VIII
Faktor VIII (8), även antihemofil faktor A, är ett glykoprotein och koagulationsfaktor som deltar som kofaktor vid aktivering av Faktor IX, som aktiverar Faktor X. Faktor VIII aktiveras av trombin, och degraderas av aktiverat protein C. Faktor VIII förekommer i blodet i ett komplex med ett protein, von Willebrands faktor, som saknas eller är defekt vid von Willebrands sjukdom. 
Faktor VIII kan förekomma i för liten utsträckning för personer med Hemofili A och patienter med svår von Willebrands sjukdom. För personer med Sepsis eller benägenhet för trombos kan faktor VIII förekomst vara högre än normalt.